# Chendamangalam
Chendamangalam es una ciudad censal situada en el distrito de Ernakulam en el estado de Kerala (India). Su población es de 29326 habitantes (2011). Se encuentra a 30 km de Cochín y a 44 km de Thrissur.

## Demografía
Según el censo de 2011 la población de Chendamangalam era de 29326 habitantes, de los cuales 14153 eran hombres y 15173 eran mujeres. Chendamangalam tiene una tasa media de alfabetización del 97,48%, superior a la media estatal del 94%: la alfabetización masculina es del 98,30%, y la alfabetización femenina del 96,73%.